# Bayerischer Rundfunk

Publieke omroepen van de Duitse deelstaten

De Bayerischer Rundfunk (BR) is een Duitse regionale publieke omroep in de deelstaat Beieren met de hoofdzetel in München. De BR maakt deel uit van de ARD, het samenwerkingsverband van de Duitse regionale omroepen.

## Geschiedenis
Vanaf 1922 vonden vanuit München radio-uitzendingen plaats onder de naam Deutsche Stunde in Bayern. In 1934 moest deze omroep aansluiten bij de Reichsrundfunkgesellschaft. Na de Tweede Wereldoorlog begonnen de Amerikaanse bezettingstroepen in 1945 met een nieuwe zender, Radio München. In 1949 werd deze zender overgedragen aan de Beierse overheid en werd de naam Bayerischer Rundfunk gekozen. In 1950 was de BR een van de oprichters van de ARD.
Behalve in München zijn er studio's in Regensburg, Neurenberg, Würzburg, Bayreuth, en kleinere studio's in Augsburg, Kempten en Traunstein.

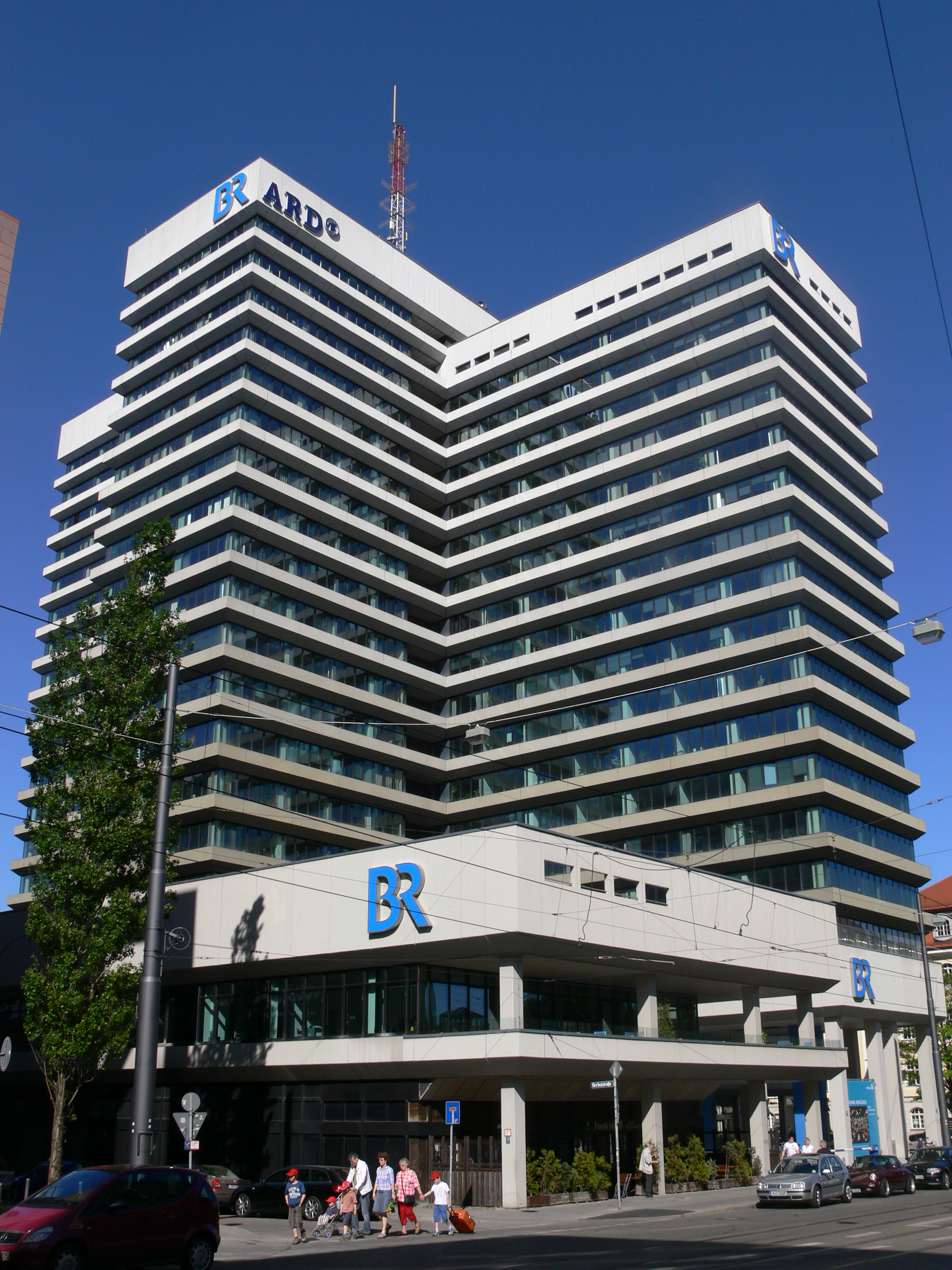
Het Hauptfunkhaus van de Bayerischer Rundfunk

## Televisie
- Das Erste - gemeenschappelijk kanaal met de ARD
- BR Fernsehen - derde kanaal voor Beieren
- ARD-alpha - educatief kanaal
- Phoenix - zender voor evenementen in samenwerking met ARD en ZDF
- KiKA - kanaal voor kinderen
- ARTE - Frans-Duits cultuurkanaal
- 3sat - cultuurzender i.s.m. ARD, ZDF, ORF en SRG

## Radio
Op FM:
- Bayern 1 – populaire muziek voor ouderen en regionale informatie
- Bayern 2 – culturele programma's
- Bayern 3 – popzender, programma voor jeugd en jongeren
- BR-Klassik – klassieke muziek
- B5 aktuell – actualiteitenzender

Verder worden via DAB, satelliet en internet uitgezonden:
- Bayern plus – muziek- en serviceprogramma's voor oudere luisteraars (ook op de middengolf)
- Puls – zender voor de jeugd
- BR Verkehr – verkeersinformatie
- Bayern 2+ – lijkt verregaand op Bayern 2 Radio
- B5 plus – evenementenkanaal van B5 aktuell

## Orkesten
De BR beschikt over drie muziekformaties:
- Symphonieorchester des Bayerischen Rundfunks - symfonieorkest, opgericht in 1949
- Münchner Rundfunkorchester - opgericht in de jaren twintig; heropgericht in 1952
- Chor des Bayerischen Rundfunks - in 1946 opgericht als Rundfunkchor München